# Сен-Мало (фортеця)
Сен-Мало (фр. Château de Saint-Malo) — фортеця в місті Сен-Мало, в регіоні Бретань, Франція. Замок був споруджений герцогами Бретані, щоб забезпечити контроль над мешканцями міста Сен-Мало, який був найважливішим портом у їхніх володіннях. У липні 1886 року фортеця була включена до списку історичних пам'яток Франції .

## Історія

### Рання історія

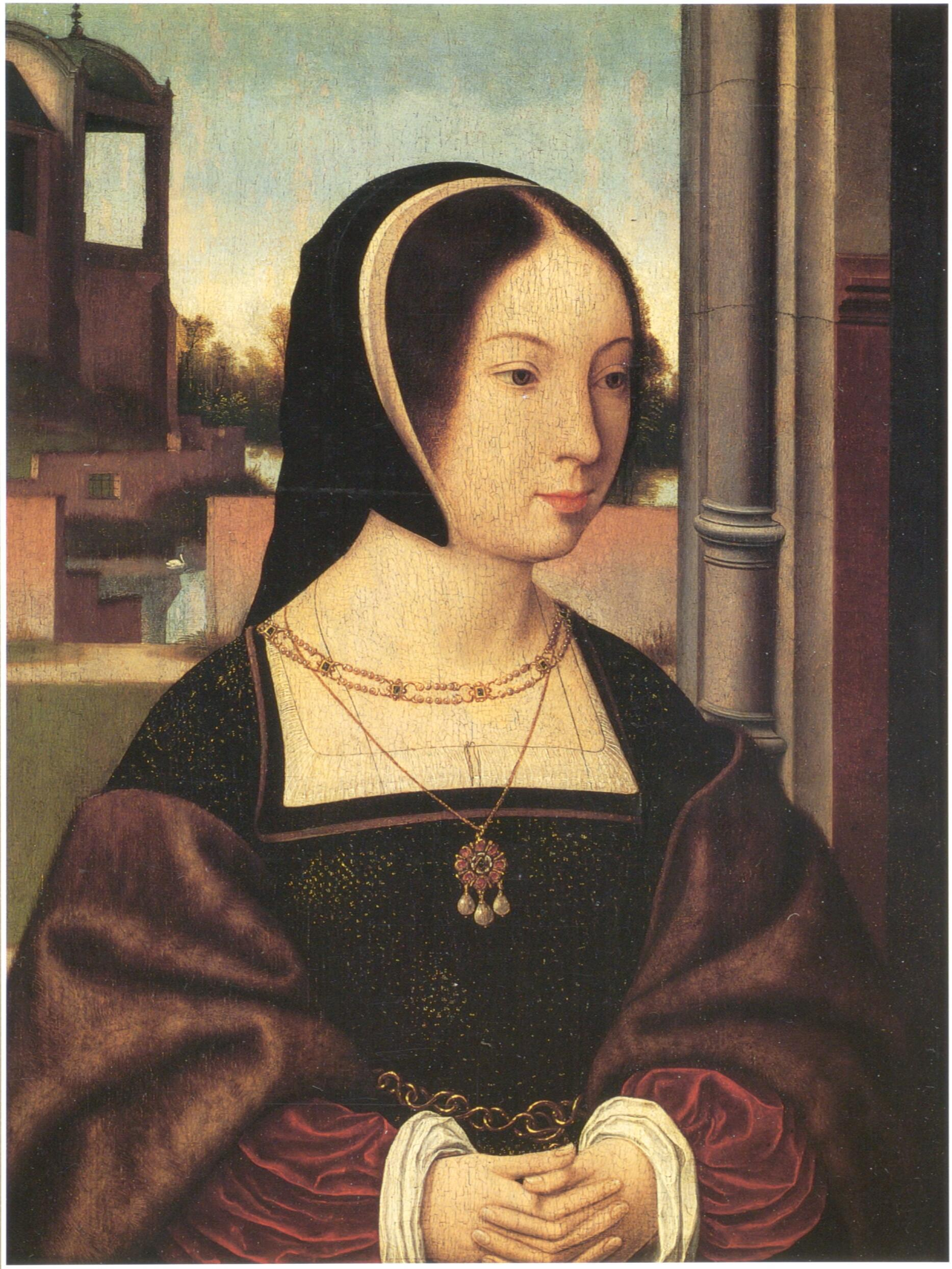
Анна Бретонська

Укріплення на півострові, у східній частині якого розташоване місто Сен-Мало, існували ще з давніх часів. У VI столітті тут оселилися ченці. А на початку XIV століття стало швидко розвиватися та багатіти портове місто. У 1395 році герцог Бретонський передав контроль над таким важливим у стратегічному плані місцем королю Франції. В 1415 році король Карл VI повернув замок герцогу Жану VI Мудрому, герцогу Бретані (і своєму зятю). Незабаром після цього, в 1424 році, з потужного донжона (головної вежі) почалося будівництво повноцінної фортеці на перешийку між містом і континентом. В той час це був єдиний шлях до важливого портового міста суходолом. Через розмір та неприступність донжона його прозвали Гран-донжон.
Фортеця була споруджена на частині фундаменту колишньої фортеці Сен-Мало XIV століття (порівняно з новобудовою її стали називати Мала фортеця. Від неї залишився лише один фрагмент оборонної стіни. Проєкт нової фортеці вирізнявся оригінальністю. Головна будівля з двома потужними вежами мала форму підкови і була чітко відокремлена від зовнішніх фортифікаційних споруд, створених там, де була можливий напад на місто з суходолу.
У 1475 році герцог Бретані Франциск II побудував вежу Ла-Женераль, яка хоч і була нижчою за Гран-Донжон, зате значно масивнішою. У період з 1498 по 1501 рік була побудована ще одна велика вежа, яка отримала назву Кік-ан-Ґронь (Quic-en-Groigne). Ці слова можна перекласти як «тим, хто нарікає». Справа в тому, що, за легендою, вежу наказала побудувати королева Анна Бретонська. Але городяни намагалися заперечувати, бо на них поклали значну частину видатків. Та вежу все одно збудували, а королева нібито промовила фразу " Quic en groigne, ainsy sera, c'est mon plaisir ! " (Від того, що хтось нарікає, я маю лише задоволення), і наказала викарбувати її на зовнішній стіні. У роки Великої Французької революції якобінці знищили цей напис.
У наступні роки було побудовано ще дві вежі: Дамська та Млинарська. Завдяки розміщеним на них гарматам вони могли забезпечити ефективний артилерійський вогонь по нападниках.

### Новий час
У 1590 році замок був узятий штурмом жителями Сен-Мало, які хотіли перешкодити губернатору впустити в місто протестантів, прихильників короля Генріха IV. Містяни Сен-Мало вважали себе переконаними католиками. Під час заворушень самого губернатора було вбито.
У XVII столітті був збудований великий зовнішній бастіон для додаткового захисту.
Під час правління Людовіка XIV знаменитий французький фортифікатор Себастьєн Вобан запропонував у 1690 році паризькому інженеру Жану-Сімеону Гаранжо перебудувати зовнішні стіни та верхні частини веж так, щоб уможливити розміщення на них артилерії. Сам Вобан вигадав рідкісну для зовнішнього бастіону видовжену вперед форму. Завдяки цьому бастіон став нагадувати ніс корабля (його іноді так і називають корабельний ніс). У той же час уздовж північного та східного крил фортеці з'явилися дві нові будівлі. Тут розмістили казарми для солдатів гарнізону.
1765 року Людовік XV ув'язнив у фортеці генерального прокурора парламенту Бретані Ла-Шалоте.
У 1792 році під час Великої французької революції замок, в якому розташовувався королівський гарнізон, узяли штурмом війська якобінців. У роки революції було знесено мур, що з'єднував вежі Кік-ан-Груань та Ла-Женераль.

### XIX—XX століття

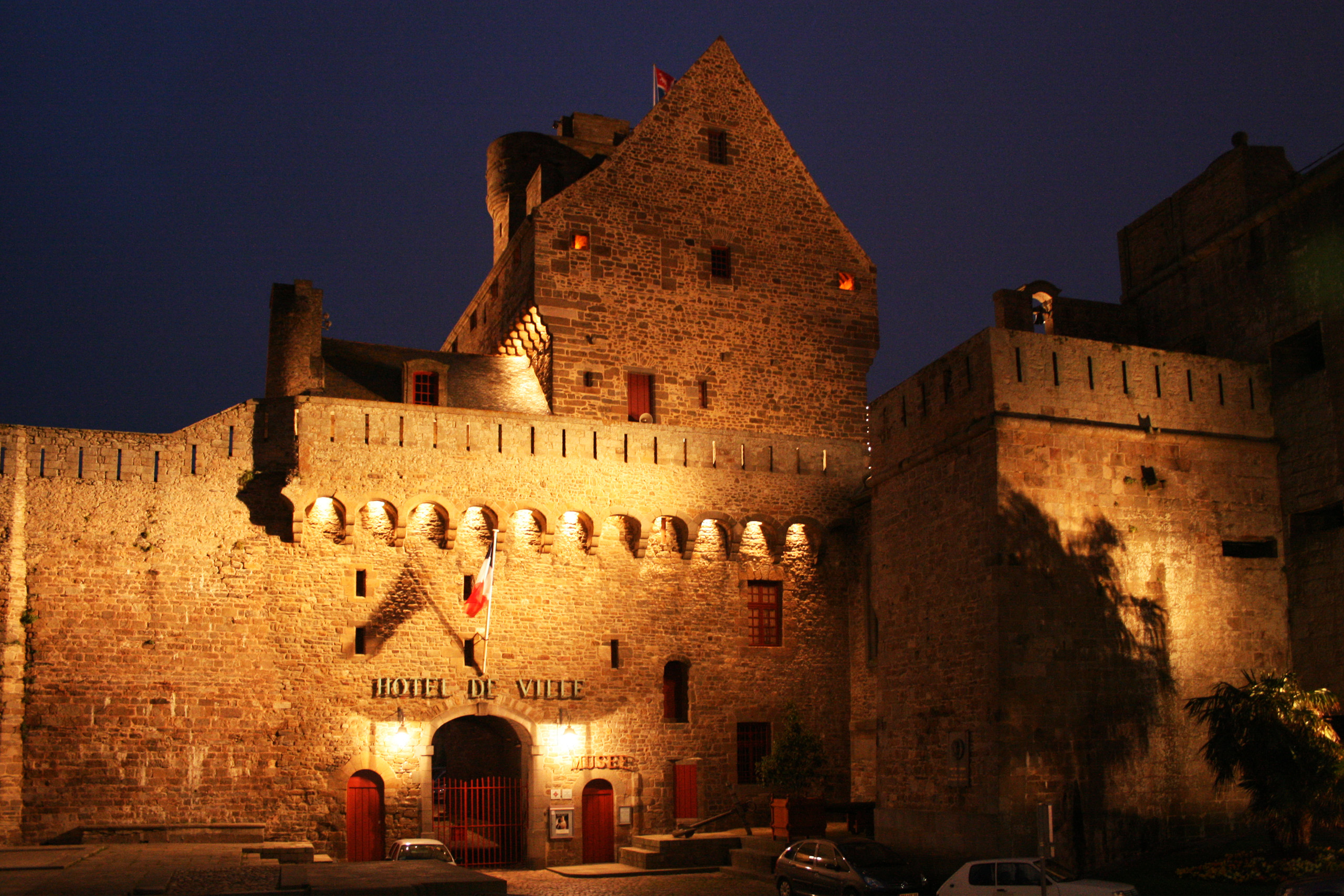
Нічне підсвічування фортеці

У XIX столітті фортеця була перетворена на місце розташування великого військового контингенту. Військовий гарнізон залишався у Сен-Мало до 1921 року. Потім військові залишили старовинні укріплення. І незабаром комплекс придбала муніципальна влада. У частині будівель колишньої фортеці з 1927 року розмістилися мерія та музей. Крім того, тут облаштували готель.
Під час Другої світової війни у 1944 році під час боїв за визволення Франції споруди фортеці Сен-Мало отримали серйозні ушкодження. Але в подальшому мури, вежі та будівлі були повністю відновлені.

## Опис
Багато будівель і фортифікаційних споруд фортеці залишилися незмінними з XVIII століття, що робить комплекс особливо цінним. Внутрішній двір обмежений з півночі та сходу корпусами казарм.
У будівлі мерії збереглися зали XVII століття з різьбленням на дереві. Раніше ці приміщення були призначені для прийому важливих гостей, а пізніше тут містився готель. Головний зовнішній бастіон утворює оригінальне подвір'я трикутної форми.

## Сучасне використання
Нині (стан: 2024) в будинках старих казарм розташовані міська ратуша та муніципальні служби. У головній вежі та просторих підземних казематах розмістився Музей історії міста Сен-Мало. Крім того, тут є респектабельний готель.

## Галерея

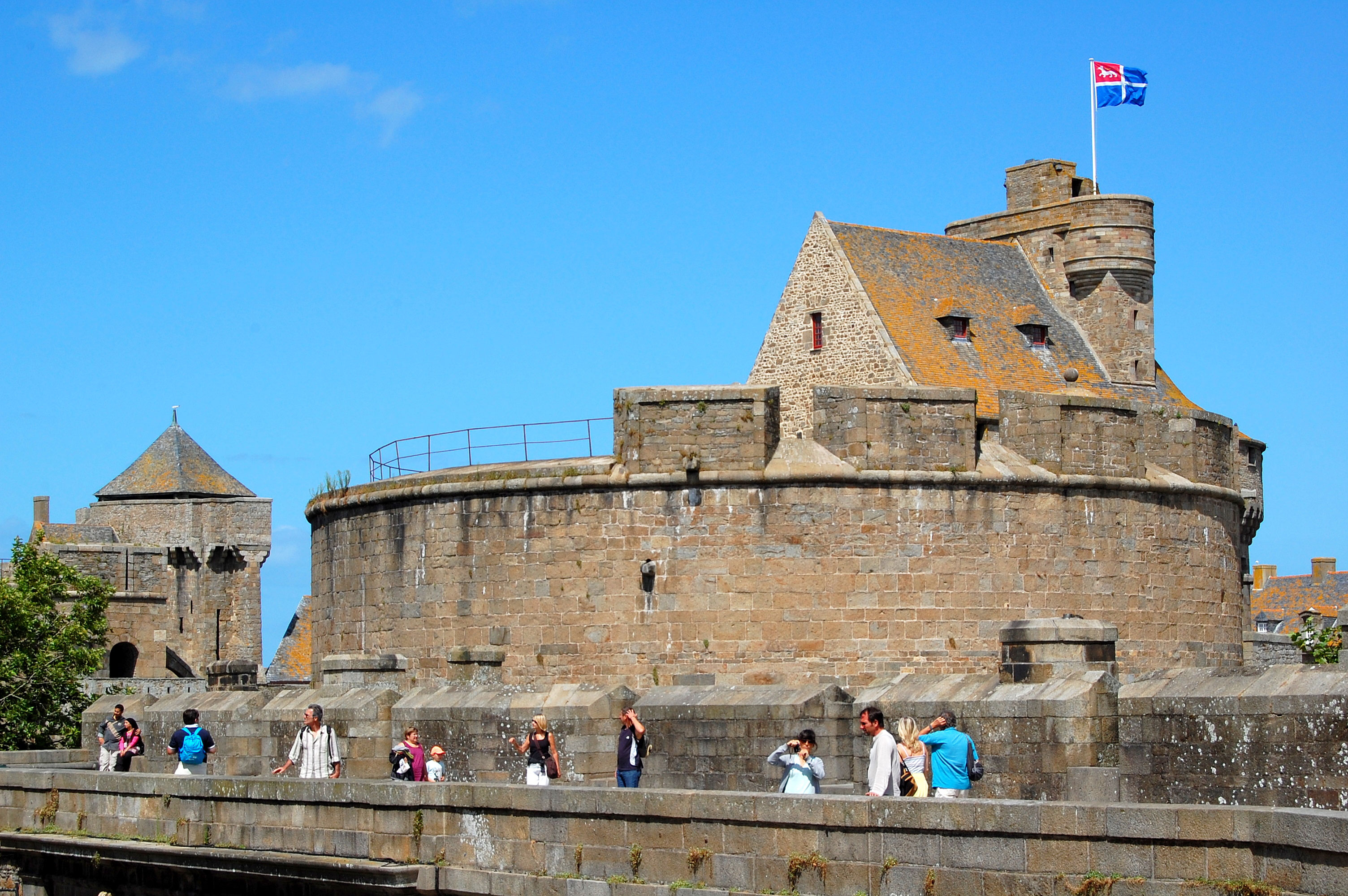
Вежа Кік-ан-Гронь
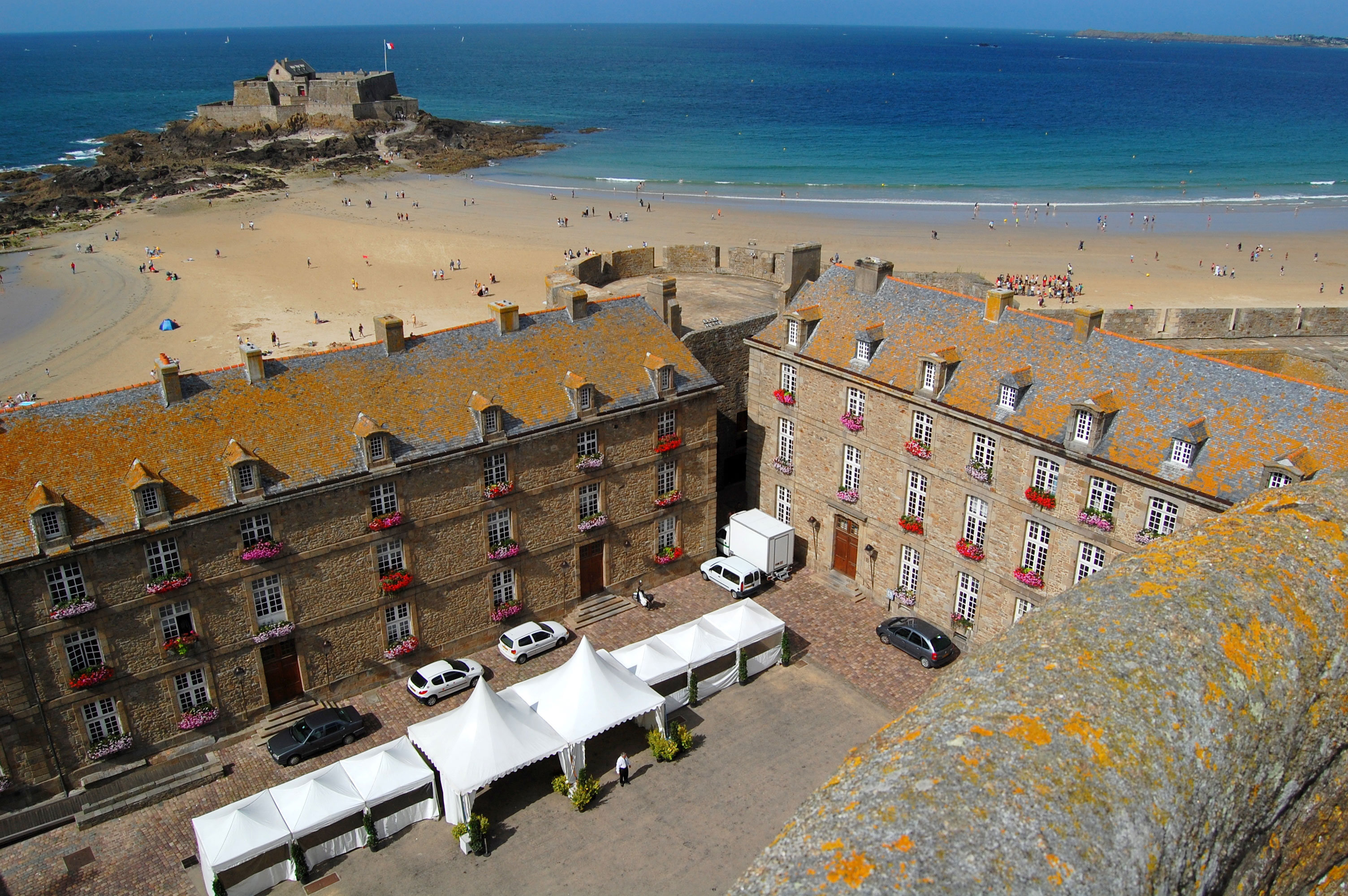
Колишні будівлі казарм, де нині розміщується мерія
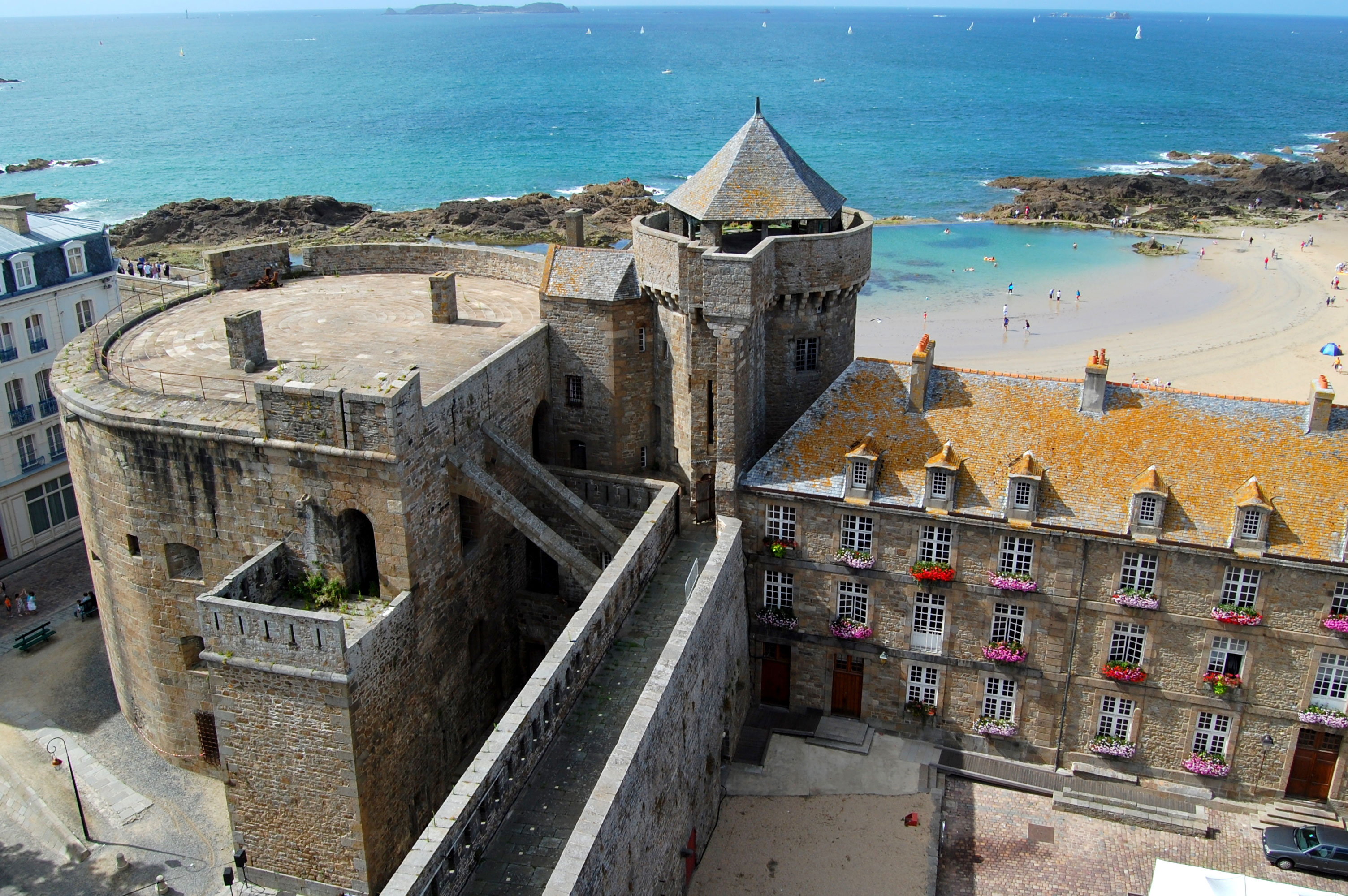
Вид на вежу Кік-ан-Гронь з вежі Гран-Донжон
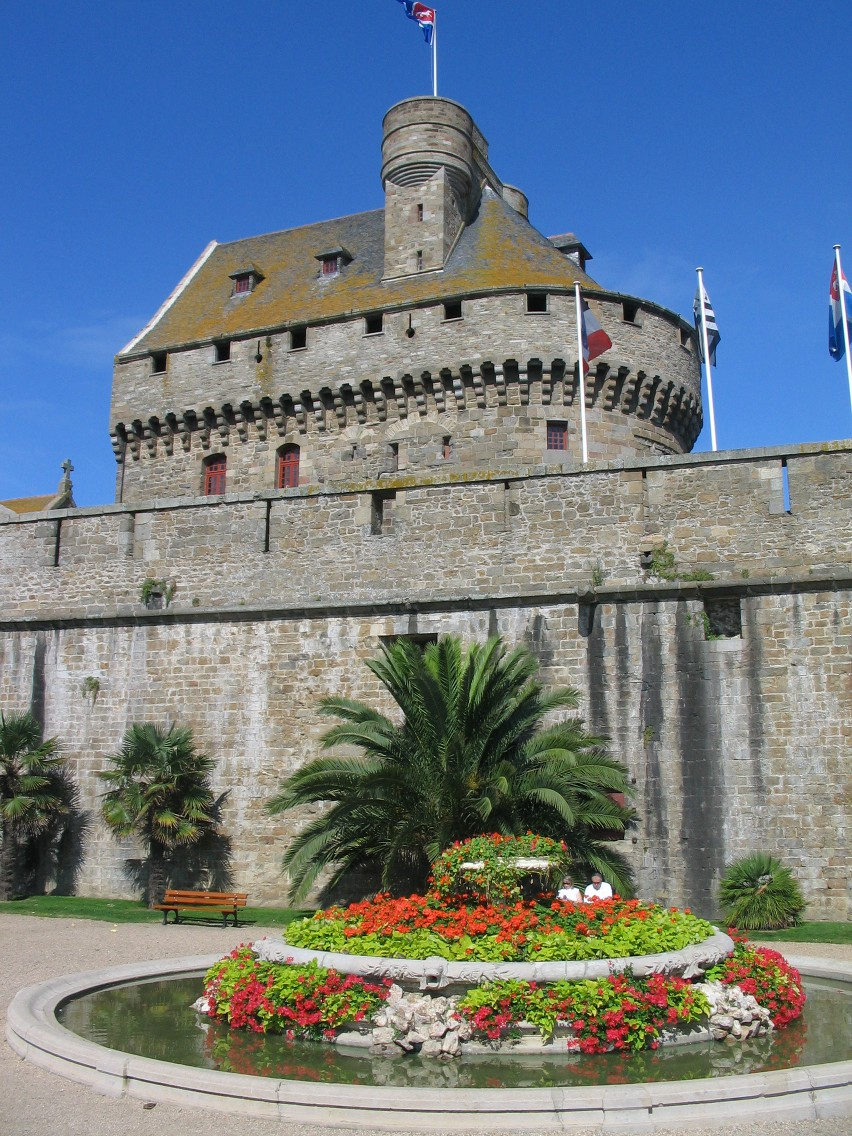
Башта Гран-Донжон
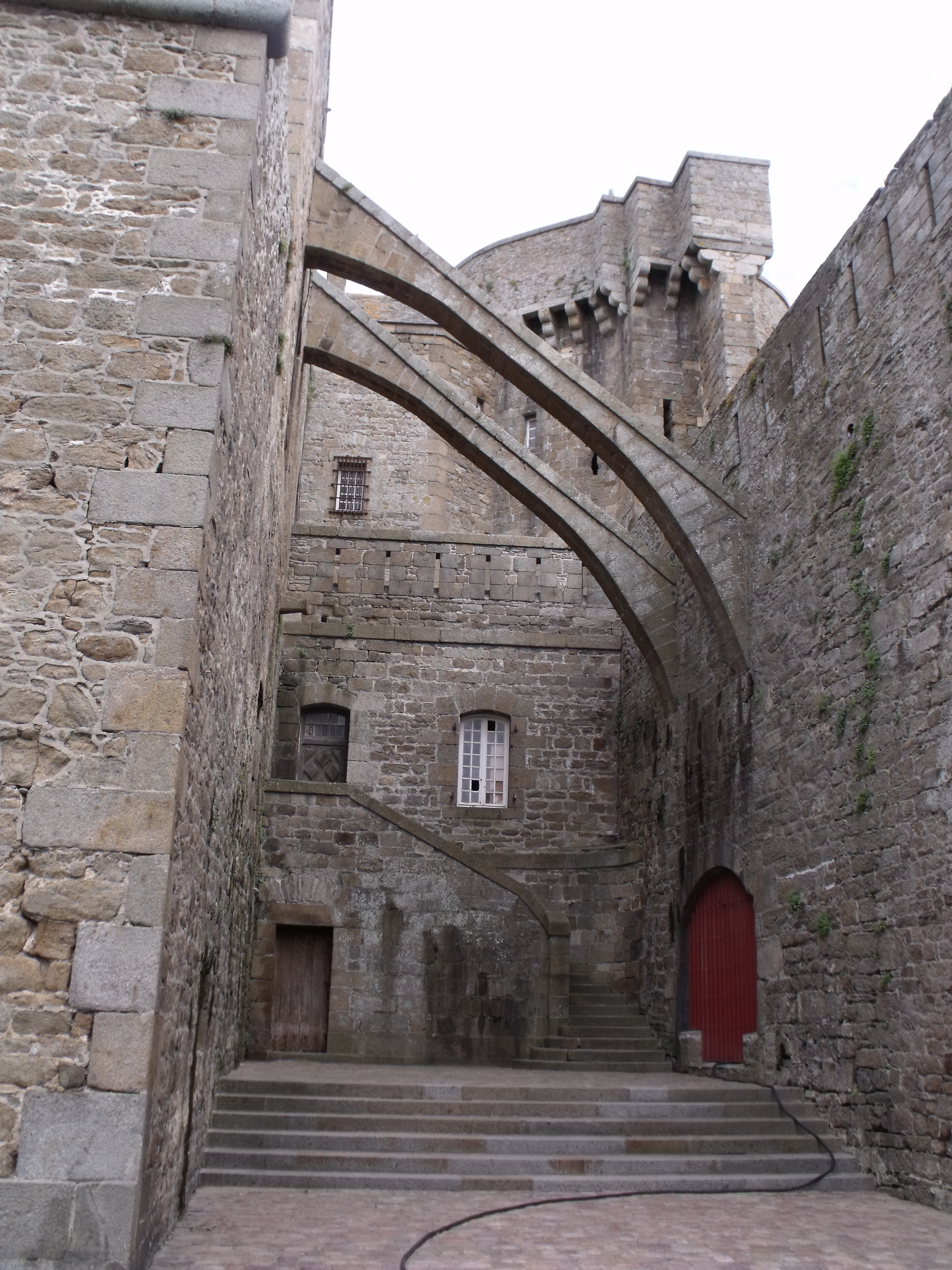
Внутрішній двір фортеці